# Federazione di rugby a 15 di Guam
La Federazione Rugby XV di Guam (in inglese Guam Rugby Football Union) è l'organo che governa il Rugby a 15 a Guam.
Affiliata all'International Rugby Board, è inclusa fra le nazionali di terzo livello senza esperienze di Coppa del Mondo.